# Faint
«Faint» –en español: «Débil»– es el segundo sencillo del segundo álbum de Linkin Park, Meteora. En este álbum ocupa la pista n.º 7. La canción fue lanzada en julio de 2003 y entró en el top 30 de la mayoría de charts donde apareció.
"Faint" es a veces llamado I Won't Be Ignored. Es la continuación de la canción anterior del álbum "Easier To Run". Lírica-mente habla sobre estar siempre presente, a pesar de tener problemas, estar en todas partes. Esto hace referencia a los problemas que tuvo que sufrir la banda durante la temprana fama que tuvo y las acusaciones que recibió.

## Canción
Esta canción fue interpretada en un recital en Texas, de la cual se lanzó un CD/DVD de ese concierto llamado Live in Texas. También hay versiones en vivo de "Faint" en el sencillo de What I've Done, grabado en el festival SummerSonic en 2006. En el 2004, en el álbum Collision Course junto a Jay-Z, se realizó la mezcla entre su canción, "Jigga What", junto a "Faint", ocupando la pista 3. 
Desde el 2007 se puede apreciar un solo de guitarra por parte del guitarrista, Brad Delson, el cual le ha dado distintas técnicas en los diferentes conciertos que se realiza la canción; un ejemplo de esto es en el concierto Rock am Ring 2007 y el concierto iTunes Festival 2011 en Londres, Inglaterra. El solo de guitarra le da un carácter más tipo heavy metal a la canción, de un estilo más apropiado para el rap metal, como el de algunas bandas como Rage Against The Machine.
La melodía principal de «Faint» proviene de la canción «Tania Meets Klebb» (tocada en reversa), perteneciente a la banda sonora de la película de James Bond From Russia with Love.

## Video musical
El video, dirigido por Mark Romanek y grabado en Los Ángeles, consiste en la interpretación de la banda delante del público y una iluminación. Estos espectadores son miembros del club de fanes oficial de la banda, Linkin Park Underground. Casi todo el vídeo se muestra a la banda desde atrás, lo que permite la fuerte iluminación para retratar en siluetas. Por lo tanto, las caras de la banda no se muestran en la mayor parte del video, excepto en el coro final, donde la banda se muestra desde la parte delantera. Se interpreta delante de un edificio abandonado con grafitis, como el soldado de Hybrid Theory y algunos símbolos de Linkin Park. Al final del vídeo un hombre con la cara tapada con una máscara pinta con grafiti las palabras "en proceso" al revéz y en español.

## Lista de canciones

### CD
Parte 1
1. «Faint» - 2:42
2. «One Step Closer» (En vivo) - 3:41

Parte 2
1. «Faint» - 2:42
2. «Lying From You» (En vivo) - 3:06

### Maxi Simple
1. «Faint» - 2:42
2. «Lying From You» (En vivo) - 3:06
3. «One Step Closer» (En vivo) - 3:41

## Posicionamiento
| Listas (2003)                | Posición máxima |
| ---------------------------- | --------------- |
| Australia Singles Chart      | 25              |
| Austria Singles Chart        | 27              |
| Bélgica Singles Chart        | 44              |
| Alemania Singles Chart       | 40              |
| Irlanda Singles Chart        | 26              |
| Países Bajos Singles Chart   | 40              |
| Suecia Singles Chart         | 49              |
| Suiza Singles Chart          | 32              |
| Reino Unido Singles Chart    | 15              |
| Japón Singles Chart          | 67              |
| Eurochart Hot 100            | 57              |
| EU Billboard Hot 100         | 48              |
| EU Modern Rock Tracks        | 1               |
| EU Mainstream Rock Tracks    | 2               |
| EU Hot 100 Airplay           | 48              |
| EU Hot 100 Recurrent Airplay | 24              |
| Los 100+ Pedidos Norte       | 70              |
| Los 100+ Pedidos Centro      | 2               |
| Los 100+ Pedidos Sur         | 4               |

## Músicos
- Chester Bennington - voz
- Mike Shinoda - rapping, guitarra rítmica, sampler
- Brad Delson - guitarra líder, coros
- Rob Bourdon - batería, coros
- Joe Hahn - disk jockey, sampler, programación, coros
- Dave Farrell - bajo eléctrico, coros